# Linn Berggren
Malin Sofia Katarina Berggren (sinh ngày 31 tháng 10 năm 1970) là một ca sĩ-nhạc sĩ người Thụy Điển, được biết đến nhiều nhất trong vai trò thành viên của ban nhạc pop Ace of Base. Thích và tham gia các hoạt động âm nhạc từ khi còn nhỏ, cô là thành lập ban nhạc vào năm 1987, cùng với em gái Jenny, anh trai Jonas và Ulf Ekberg, một người bạn chung của ba anh em. Trước khi thành lập Ace of Base, Malin hát trong dàn đồng ca của nhà thờ. Cô sinh ra ở Gothenburg, Thụy Điển.
Khi Ace of Base được ký hợp đồng với hãng thu âm Mega Records của Đan Mạch vào năm 1990, Malin, hay Linn, chọn ngừng sự nghiệp giảng dạy của mình. Nhưng trong khi em gái Jenny tuyên bố cô ấy luôn mong muốn trở thành ca sĩ, Linn chưa bao giờ nói bất cứ điều gì tương tự. Ngược lại, vào năm 1997 Linn nói: "Tôi muốn hát, nhưng tôi không bao giờ muốn trở thành ca sĩ".  Giọng hát của Linn contralto; cô được công nhận bởi giọng hát độc đáo và có thể lay động lòng người.

## Cuộc sống cá nhân
Linn là người sử dụng đa ngôn ngữ: ngôn ngữ chính của cô là tiếng Thụy Điển, nhưng cô ấy nói thông thạo tiếng Anh và tiếng Đức; cô cũng nói tiếng Tây Ban Nha, Nga và Pháp. Các chi tiết khác về cuộc sống của Linn, chẳng hạn như cuộc sống của cô bên ngoài ban nhạc, không được công chúng biết đến - trong khi các thành viên khác đã cởi mở về mối quan hệ của họ (Jonas và Jenny đều có vợ / chồng, mỗi người có con và Ulf có ba người con) với bạn gái lâu năm của mình). Tính đến năm 2015, Jonas xác nhận anh vẫn thấy Linn thường xuyên và cô đang tận hưởng một cuộc sống yên bình mà không có hứng thú với sự nổi tiếng hay trở lại với âm nhạc.